# إم. جمال دين
إم. جمال دين هو فيزيائي ومهندس كندي، ولد في 1955.